# Stellarium
Stellarium is een open source-planetarium, waarmee het mogelijk is een realistische 3D-hemel op een computerscherm te bekijken.
Het programma bevat standaard meer dan 600.000 sterren, wat uitgebreid kan worden tot 210 miljoen sterren. Ook zijn er afbeeldingen van deep sky objecten aanwezig. Verder zijn de Melkweg, de planeten met hun satellieten en kunstmatige satellieten te zien.
De locatie en de tijd kunnen in het programma ingesteld worden; automatisch volgt de klok van het programma de actuele tijd. Het landschap waarin de waarnemer zich bevindt, kan aangepast worden. Verder is het mogelijk om een equatoriaal en een azimutaal raster weer te geven.